# Natação no Campeonato Europeu de Esportes Aquáticos de 2021 - 100 m costas feminino
A prova dos 100 metros costas feminino da natação no Campeonato Europeu de Esportes Aquáticos de 2021 ocorreu nos dias 20 e 21 de maio na Arena Danúbio, em Budapeste na Hungria. 

## Calendário
| Fase          | Data       | Hora  |
| ------------- | ---------- | ----- |
| Eliminatórias | 20 de maio | 10:55 |
| Semifinal     | 20 de maio | 18:12 |
| Final         | 21 de maio | 20:45 |

Todos os horários estão no horário local (UTC+1)

## Recordes
Antes desta competição, os recordes eram os seguintes:
|                       | Nadadora        | Tempo | Local   | Data                |
| --------------------- | --------------- | ----- | ------- | ------------------- |
| Recorde mundial       | Regan Smith     | 57.57 | Gwangju | 28 de julho de 2019 |
| Recorde europeu       | Gemma Spofforth | 58.12 | Roma    | 28 de julho de 2009 |
| Recorde do campeonato | Mie Nielsen     | 58.73 | Londres | 19 de maio de 2016  |

Os seguintes novos recordes foram estabelecidos durante esta competição. 
| Data       | Prova     | Nadadora        | Nacionalidade | Tempo | Recordes              |
| ---------- | --------- | --------------- | ------------- | ----- | --------------------- |
| 20 de maio | Semifinal | Kira Toussaint  | Países Baixos | 58.73 | Recorde do campeonato |
| 20 de maio | Semifinal | Kathleen Dawson | Reino Unido   | 58.44 | Recorde do campeonato |

## Medalhistas
| Ouro                  | Prata                     | Bronze               |
| Kathleen Dawson (GBR) | Margherita Panziera (ITA) | Maria Kameneva (RUS) |

## Resultados

### Eliminatórias
Esses foram os resultados das eliminatórias. 
| Pos. | Bateria | Raia | Nadadora              | Nacionalidade      | Tempo   | Notas |
| ---- | ------- | ---- | --------------------- | ------------------ | ------- | ----- |
| 1    | 6       | 4    | Kathleen Dawson       | Reino Unido        | 59.32   | Q     |
| 2    | 5       | 4    | Kira Toussaint        | Países Baixos      | 59.57   | Q     |
| 3    | 5       | 5    | Maria Kameneva        | Rússia             | 59.74   | Q     |
| 4    | 4       | 4    | Margherita Panziera   | Itália             | 59.94   | Q     |
| 5    | 6       | 7    | Anastasia Gorbenko    | Israel             | 59.96   | Q,    |
| 6    | 6       | 3    | Cassie Wild           | Reino Unido        | 1:00.09 | Q     |
| 7    | 6       | 2    | Louise Hansson        | Suécia             | 1:00.17 | Q     |
| 8    | 4       | 3    | Maaike de Waard       | Países Baixos      | 1:00.23 | Q     |
| 9    | 4       | 5    | Anastasia Fesikova    | Rússia             | 1:00.44 | Q     |
| 10   | 6       | 6    | Katalin Burián        | Hungria            | 1:00.46 | Q     |
| 11   | 6       | 5    | Anastasiya Shkurdai   | Bielorrússia       | 1:00.54 | Q     |
| 12   | 5       | 3    | Simona Kubová         | Chéquia            | 1:00.56 | Q     |
| 13   | 5       | 2    | Ingeborg Løyning      | Noruega            | 1:00.71 | Q     |
| 14   | 4       | 6    | Paulina Peda          | Polónia            | 1:00.82 | Q     |
| 15   | 4       | 7    | Nina Kost             | Suíça              | 1:01.05 | Q     |
| 16   | 5       | 7    | Mimosa Jallow         | Finlândia          | 1:01.11 | DES   |
| 16   | 6       | 8    | África Zamorano       | Espanha            | 1:01.11 | DES   |
| 18   | 5       | 6    | Silvia Scalia         | Itália             | 1:01.12 |       |
| 19   | 5       | 8    | Ekaterina Avramova    | Turquia            | 1:01.30 |       |
| 20   | 5       | 0    | Rafaela Azevedo       | Portugal           | 1:01.32 |       |
| 21   | 4       | 2    | Carlotta Zofkova      | Itália             | 1:01.45 |       |
| 22   | 3       | 4    | Theodora Drakou       | Grécia             | 1:01.51 |       |
| 23   | 5       | 9    | Jenny Mensing         | Alemanha           | 1:01.52 |       |
| 24   | 2       | 2    | Tatiana Salcuțan      | Moldávia           | 1:01.64 |       |
| 25   | 4       | 1    | Klaudia Naziębło      | Polónia            | 1:01.77 |       |
| 26   | 6       | 9    | Lena Grabowski        | Áustria            | 1:01.82 |       |
| 26   | 2       | 3    | Fanny Teijonsalo      | Finlândia          | 1:01.82 |       |
| 28   | 3       | 3    | Ugnė Mažutaitytė      | Lituânia           | 1:01.93 |       |
| 29   | 3       | 2    | Eszter Szabó-Feltóthy | Hungria            | 1:01.99 |       |
| 30   | 3       | 7    | Sudem Denizli         | Turquia            | 1:02.07 |       |
| 30   | 4       | 8    | Alicia Wilson         | Reino Unido        | 1:02.07 |       |
| 32   | 4       | 0    | Daryna Zevina         | Ucrânia            | 1:02.23 |       |
| 33   | 5       | 1    | Gerda Szilágyi        | Hungria            | 1:02.28 |       |
| 34   | 4       | 9    | Aviv Barzelay         | Israel             | 1:02.29 |       |
| 35   | 3       | 9    | Hanna Rosvall         | Suécia             | 1:02.32 |       |
| 36   | 3       | 1    | Mireia Pradell        | Espanha            | 1:02.33 |       |
| 37   | 3       | 5    | Jade Smits            | Bélgica            | 1:02.56 |       |
| 38   | 3       | 8    | Sonnele Öztürk        | Alemanha           | 1:02.94 |       |
| 39   | 2       | 4    | Laura Bernat          | Polónia            | 1:03.02 |       |
| 40   | 6       | 0    | Caroline Pilhatsch    | Áustria            | 1:03.05 |       |
| 41   | 2       | 5    | Janja Segel           | Eslovênia          | 1:03.19 |       |
| 42   | 2       | 1    | Ioanna Sacha          | Grécia             | 1:03.78 |       |
| 43   | 2       | 8    | Mia Blazevska Eminova | Macedônia do Norte | 1:04.59 |       |
| 44   | 2       | 7    | Signhild Joensen      | Ilhas Feroé        | 1:04.72 |       |
| 45   | 2       | 6    | Emma Marušáková       | Eslováquia         | 1:05.26 |       |
| 46   | 1       | 4    | Mia Krstevska         | Macedônia do Norte | 1:05.52 |       |
| 47   | 1       | 5    | Teresa Ivanová        | Eslováquia         | 1:05.76 |       |
| 48   | 1       | 3    | Jona Beqiri           | Kosovo             | 1:10.98 |       |
| 49   | 2       | 0    | Mónica Ramírez        | Andorra            | DNS     | DNS   |
| 49   | 3       | 0    | Anastasiya Kuliashova | Bielorrússia       | DNS     | DNS   |
| 49   | 3       | 6    | Panna Ugrai           | Hungria            | DNS     | DNS   |
| 49   | 6       | 1    | Alicja Tchórz         | Polónia            | DNS     | DNS   |

Desempate
Esse foi o resultado do desempate, o que resultou em uma vaga na semifinal. 
| Pos. | Raia | Nadadora        | Nacionalidade | Tempo   | Notas |
| ---- | ---- | --------------- | ------------- | ------- | ----- |
| 1    | 5    | Mimosa Jallow   | Finlândia     | 1:00.31 | Q     |
| 2    | 4    | África Zamorano | Espanha       | 1:01.16 |       |

### Semifinal
Esses foram os resultados das semifinais. 
Semifinal 1
| Pos. | Raia | Nadadora            | Nacionalidade | Tempo   | Notas |
| ---- | ---- | ------------------- | ------------- | ------- | ----- |
| 1    | 4    | Kira Toussaint      | Países Baixos | 58.73   | Q, =  |
| 2    | 5    | Margherita Panziera | Itália        | 59.53   | Q     |
| 3    | 3    | Cassie Wild         | Reino Unido   | 59.75   | q     |
| 4    | 6    | Maaike de Waard     | Países Baixos | 59.76   | q     |
| 5    | 2    | Katalin Burián      | Hungria       | 1:00.18 |       |
| 6    | 7    | Simona Kubová       | Chéquia       | 1:00.43 |       |
| 7    | 1    | Paulina Peda        | Polónia       | 1:00.59 |       |
| 8    | 8    | Mimosa Jallow       | Finlândia     | 1:00.82 |       |

Semifinal 2
| Pos. | Raia | Nadadora            | Nacionalidade | Tempo   | Notas            |
| ---- | ---- | ------------------- | ------------- | ------- | ---------------- |
| 1    | 4    | Kathleen Dawson     | Reino Unido   | 58.44   | Q,               |
| 2    | 5    | Maria Kameneva      | Rússia        | 59.30   | Q                |
| 3    | 3    | Anastasia Gorbenko  | Israel        | 59.78   | q, RET,          |
| 4    | 2    | Anastasia Fesikova  | Rússia        | 1:00.00 | q                |
| 5    | 6    | Louise Hansson      | Suécia        | 1:00.04 | q                |
| 6    | 1    | Ingeborg Løyning    | Noruega       | 1:00.23 | Recorde nacional |
| 7    | 8    | Nina Kost           | Suíça         | 1:00.35 |                  |
| 8    | 7    | Anastasiya Shkurdai | Bielorrússia  | 1:00.52 |                  |

### Final

#### Primeira final
A final foi disputada a 21 de maio às 18h24.   A corrida foi então declarada nula após a sueca protestar que o alto-falante na pista 1 não funcionava bem e Hanson não conseguia ouvir o tiro de partida. Uma nova corrida foi marcada para 20:45.
| Pos. | Raia | Nadadora            | Nacionalidade | Tempo   | Notas                 |
| ---- | ---- | ------------------- | ------------- | ------- | --------------------- |
|      | 4    | Kathleen Dawson     | Reino Unido   | 58.18   | Recorde do campeonato |
|      | 5    | Kira Toussaint      | Países Baixos | 59.02   |                       |
|      | 3    | Maria Kameneva      | Rússia        | 59.13   |                       |
|      | 6    | Margherita Panziera | Itália        | 59.65   |                       |
|      | 2    | Cassie Wild         | Reino Unido   | 59.82   |                       |
|      | 7    | Maaike de Waard     | Países Baixos | 1:00.33 |                       |
|      | 8    | Anastasia Fesikova  | Rússia        | 1:00.33 |                       |
|      | 1    | Louise Hansson      | Suécia        | 1:02.29 |                       |

#### Segunda final
Esse foi o resultado da segunda final. 
| Pos.              | Raia | Nadadora            | Nacionalidade | Tempo   | Notas |
| ----------------- | ---- | ------------------- | ------------- | ------- | ----- |
| Medalha de ouro   | 4    | Kathleen Dawson     | Reino Unido   | 58.49   |       |
| Medalha de prata  | 6    | Margherita Panziera | Itália        | 59.01   |       |
| Medalha de bronze | 3    | Maria Kameneva      | Rússia        | 59.22   |       |
| 4                 | 5    | Kira Toussaint      | Países Baixos | 59.32   |       |
| 5                 | 2    | Cassie Wild         | Reino Unido   | 59.68   |       |
| 6                 | 1    | Louise Hansson      | Suécia        | 1:00.04 |       |
| 7                 | 8    | Anastasia Fesikova  | Rússia        | 1:00.33 |       |
| 8                 | 7    | Maaike de Waard     | Países Baixos | 1:00.64 |       |

Legenda
| Recorde mundial       | Recorde mundial (World record)               |                       | Recorde africano                      | Recorde africano (African) |                                           | Q | Classificado por posição (Qualified) |
| Recorde do campeonato | Recorde do campeonato (Championship record)  | Recorde da América    | Recorde da América (Americas)         | q                          | Classificado por melhor tempo (Qualified) |   |                                      |
| Melhor marca do ano   | Melhor marca do ano (World leading)          | Recorde asiático      | Recorde asiático (Asian)              | DNS                        | Não largou (Did not start)                |   |                                      |
| Recorde nacional      | Recorde nacional (National record)           | Recorde europeu       | Recorde europeu (European)            | DNF                        | Não terminou (Did not finish)             |   |                                      |
| Recorde pessoal       | Recorde pessoal do atleta (Personal best)    | Recorde da Oceania    | Recorde da Oceania (Oceania)          | DSQ / DQ                   | Desclassificado (Disqualified)            |   |                                      |
| Recorde da temporada  | Recorde da temporada do atleta (Season best) | Recorde sul-americano | Recorde sul-americano (South America) | NM                         | Sem marca (No mark)                       |   |                                      |